# Валкмуса (национальный парк)
Валкмуса (фин. Valkmusan kansallispuisto) – национальный парк в Финляндии, в провинции Кюменлааксо. Создан в 1996г, площадь – 17 км². Включает в себя болотистые территории, необычные для южной Финляндии, всего – более 30 различных типов болот.
Парк отличается разнообразием птиц: с одной стороны обилие южной орнитофауны, с другой – распространение северных видов, таких как белая куропатка. Валкмуса – важное место отдыха для перелётных птиц, также, здесь представлены многие виды бабочек, в том числе и исчезающие.Леса составляют менее 2 км² от общей площади парка.